# すま (海洋観測艦)
すま（ローマ字：JS Suma, AGS-5103）は、海上自衛隊が運用していた海洋観測艦。
艦名の「すま」は兵庫県須磨区の名勝地「須磨」に由来し、旧海軍の防護巡洋艦「須磨」、砲艦「須磨」、米海軍から供与された特務艇「すま」(ASR-431)に続き本艦で4代目。

## 来歴
対潜戦のパッシブ戦化に伴って、海上作戦の効率的な遂行には海洋環境資料の収集が求められるようになり、海底地形・底質や潮流・海流、地磁気、水質（水温・塩分など）や海上気象などを相互に関連付けて、精密に測定する必要が生じた。このことから、海上自衛隊では昭和42年度計画で「あかし」を建造、1969年にはその運用部隊として海洋業務隊を新編して、海洋環境情報活動に着手した。
しかし同艦1隻では十分な情報収集体制の構築は困難であったことから、1974年よりかさど型掃海艇（30MSC）5隻を順次に海洋観測艇に改造し、海洋観測任務に充当した。これらの艇は建造から20年近く年数が経ち、艇体も過小であるため観測器材の大型化に対応できないため、より大型化した代替艦が求められた。これにより中期業務見積もりに基づく昭和54年度計画で建造されたのが本艦である。当初は複数艦の建造が計画されたが、これは実現しなかった。

## 設計

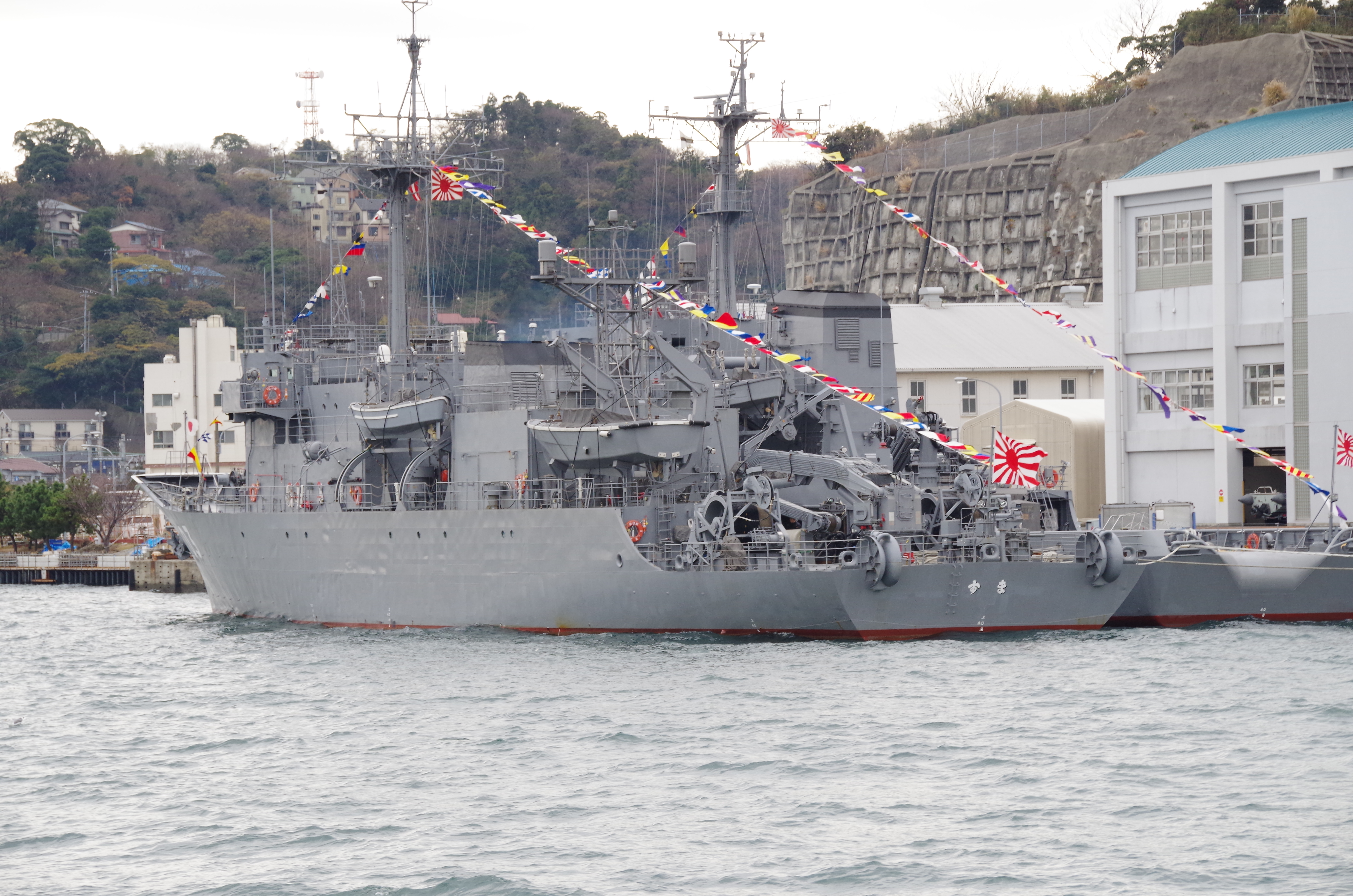
左舷後方からの艦影。作業甲板は右舷側より短くなっている。

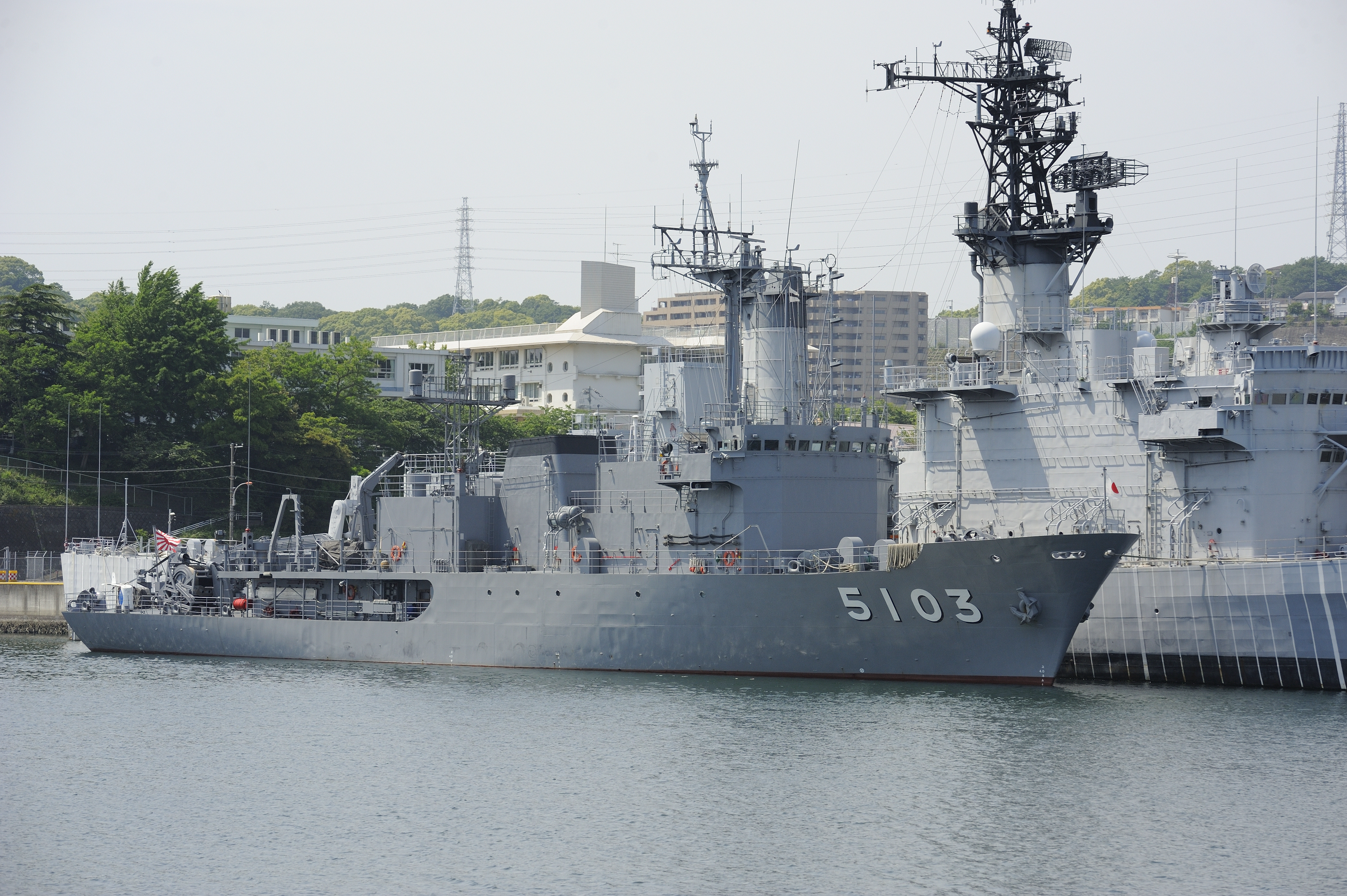
右舷前方からの艦影。船首楼が左舷側より短い

設計面では、「あかし」（42AGS）と同様の商船構造・長船首楼型とされている。また右舷側が観測甲板とされていることから、こちら側の船首楼は短くなっており、艦尾甲板と面一の作業甲板が遊歩甲板様に煙突直下まで続いているのも同様である。一方、本務の海洋観測の他、音響観測の音源艦としての機能も備えているため、音響観測の能力は強化されている。また計画年度にして3年先行する2,050トン型海洋観測艦「ふたみ」（51AGS）と同様に、減揺タンクを備えている。装備器材が多い割には船型が小型すぎて、余裕が少ない艦ともされている。なお任務の性格上、長期の航海が要求されるので、居住性向上のため内装を充実しており、自衛艦としては例の少ない舷窓が設けられた。
主機関としては、当時の補助艦艇で一般的に用いられていた直列6気筒の富士ディーゼル6L27.5XFディーゼルエンジン（単機出力1,500馬力）が2基搭載された。また観測時の艦位保持および静粛性が求められる低速航行時に使用する補助推進器として、艦首部に隠顕式のアジマススラスターを備えている。

## 艦歴
「すま」は、中期業務見積もりに基づく昭和54年度計画海洋観測艦5103号艦として、日立造船舞鶴工場で1980年（昭和55年）9月24日に起工され、翌1981年（昭和56年）9月1日に進水、1982年（昭和57年）1月18日に公試開始、同年3月30日に就役し、海洋業務群に編入され横須賀に配備された。
2011年（平成23年）3月11日に発生した東北地方太平洋沖地震に対する災害派遣に従事した。
2015年（平成27年）6月26日に除籍された。就役から退役まで一貫して海洋業務群（横須賀）の直轄艦として運用され、33年間の艦歴において海洋観測124回、防衛省技術研究本部協力8回、試験協力19回、教務協力11回、災害派遣2回、総航海時間数72,659時間、総航程は地球約32周分にあたる692,940海里(1,283,324.9キロ)に及んだ。